# Библиотерапија
Библиотерапија је употреба литературе и поезије у третману људи са емоционалним проблемима или менталним болестима. Библиотерапија се често користи у групном социјалном раду или групној терапији. Показала се успешном код особа свих узраста, са особама из институција и ван њих и код здравих људи који желе да деле литературу као средство личног раста и развоја.

## Историјат библиотерапије
Од давнина, пре саме појаве писма на тлу Месопотамије, људи су користили приче да би описали стање у коме се налазе. Прве приче су биле религијског типа, најчешће у облику стиха. Свима нама су познате чувене Шехерезадине приче тј. приче из 1001 ноћи. Овим причама Шехерезада је спасила властити живот и свако вече увесељавала султана. Овде су речи и приче биле претече неке врсте терапије. Библиотерапија, савремена терапија и лечење помоћу књига, има свој дуг развитак који сеже још у античко доба.
| „ | Приче, бајке, митови, басне, параболе, дела уметничке књижевности, песме, вицеви, поред вредности коју имају сами по себи, јесу средства и оруђа једне ´народне психотерапије´ и једне ´народне педагогије´, којима су се људи давно пре развитка психотерапије помагали. | ” |

У старим цивилизацијама читање је, осим забаве, имало и лековито и окрепљујуће дејство на дух и тело. Платон је у 4. веку п. н. е. сматрао да је књижевност важна за успостављање психичке равнотеже, док је његов ученик Аристотел, у својој Поетици записао да као катарза на ослобађање од негативних емоција гледаоца делују позоришни комади.
Певи трагови библотерапије
Први трагови библиотерапије налазе се античкој Грчкој у којој су њени учени људи придавали велики значај читању и учењу. Доказ за то су натписи на улазима у поједине библиотеке у Тебесу, Александријској библиотеци и другима, на којима је уклесано да су то „места (апотеке) за лечење (зацељивање) душе“.
И стари Римљани су били свесни благотворног дејства читања. О томе говори Цицеронова изјава:
| „ | „Ако имаш врт и књижницу, имаш све што ти је потребно“. | ” |

Библиотерапија у средњем веку и ренесанси
У средњем веку уобичајена је пракса читања верских текстова у затворима и менталним институцијама. Истоветан натпис као испред грчке или египатске библиотеке, пронађен је у самостанској библиотеци у Ст. Галену.
Свест о добробитима читања књига развијала се и у ренесанси, што потврђује и Шекспир, чији главни лик у драми Тит Андроник изговара:
| „ | „Дођи и послужи се мојом библиотеком, те тако заварај своју тугу.“ | ” |

Библотерапија у 20. веку
У 20. веку први су историчари и социолози из азијских земаља указали на историју читања, дошло је до проучавања кинеског и јапанског система писања, књижевних жанрова и навика читања који су се у великој мери разликовали од западних система.
Самјуел Кротерс је 1916. године започео да примењује термин библиотерапија „као метод којим књиге могу да утичу на промену понашања и ублажавање стреса”. У САД, 30-их година 20. века, медицински стручњаци утврдили су и лековито дејство читања.
Након Другог светског рата библиотерапија је имала улогу окупационе терапије војника. Стечена искуства довела су до формирања библиотерапијских група у психијатријским установама.
Преокупацију пацијената књигом и лековито дејство њеног садржаја, препознали су врло брзо и социјални радници и иблиотерапија је тако постала саставни део групних третмана и терапијских заједница.
Током последње две деценије 20. века, библиотерапија постаје призната терапеутска метода чији се учинци све више испитују и кроз бројне клиничке студије.

## Подела
У зависности од окружења у коме се примењује, библиотерапија може бити:
- Институционална
- Клиничка
- Развојна

### Индивидуални и групни рад
Приликом библиотерапије практикује се индивидуални и групни рад кроз радионице. Индивидуалним радом боље се сагледава проблем али се групним радом постиже динамика. У сваком случају важна је индивидуална спремност за рад на себи. Ова терапија може позитивно да утиче и на усклађивање дечијег света, решавају се недоумице деце и повећава се њихов осећај самосталности.
Сви ми читамо сами себе и свет око нас како бисмо сагледали шта смо и где смо. Библиотерапија је наука савременог доба, читање треба да буде лековито. У савременом друштву човек се све више осећа сам без обзира на сву технику и технологију којом је окружен. Да би преживео сав хаос у коме свакодневно обитава окреће се књизи и тражи спас у њој. Људска бића, створена по Божијем обличју, такође су књиге за читање. Ту чин читања служи као метафора која ће нам помоћи да схватимо наш колебљив однос према телу, сусрет, додир и одгонетање знакова у другој особи. Читамо изразе на лицу, пратимо покрете вољене особе као у отвореној књизи.